# Амелино (Волгоградская область)
Аме́лино — хутор во Фроловском районе Волгоградской области России. Входит в Терновское сельское поселение.

## География
Хутор расположен в 4 км северо-восточнее от Терновки и в 9 км северо-восточнее Фролово на реке Дубовая (приток Арчеды).

## История
У хутора находились две курганные группы (Амелин I и II). В 1993 году на курганах проводились археологические исследования экспедицией Волгоградского государственного педагогического института под руководством Николая Борисовича Скворцова. Первая группа из четырёх насыпей находилась на юго-западе от зернохранилища и водонапорной башни. В первом кургане вскрыто 7 погребений, основным являлось захоронение ранней ямной культуры. Кроме того были обнаружены позднеямное, катакомбное, коммерийское и три сарматских захоронения. В них найдены наконечники стрел, глиняная посуда, бронзовые предметы, бусы. В остальных курганах обнаружены разграбленные сарматские захоронения. Вторая группа из двух насыпей находилась в 300 метрах на северо-восток от восточной окраины хутора. В одном кургане вскрыто 10 захоронений. Основным являлось погребение ямной культуры. Кроме того обнаружены погребения катакомбной и срубной культур эпохи бронзового и раннего железного века. В сарматских погребениях найдены глиняные сосуды, спиралеведные серебряные подвески, бусы. В другом кургане основным являлось погребение медного века.
До революции хутор входил в пятерку самых крупных поселений района.
До муниципальный реформы являлся центром Амелинского сельсовета.

## Население
| 2002 | 2010 |
| ---- | ---- |
| 680  | ↘550 |

Национальный состав
Согласно результатам переписи 2002 года, в национальной структуре населения русские составляли 88 % из общей численности населения в 680 человек.

### Известные люди
Уроженец хутора — командующий пограничными войсками Белоруссии, генерал-майор Василий Морковкин.

## Инфраструктура
На хуторе есть школа, медучреждение, магазины. Хутор газифицирован, имеются дороги с твердым покрытием.
В 5 км северо-восточнее открыто месторождение сырья, пригодного для изготовления керамзита.